# ロニー・カヴァナ
ロニー・カヴァナ（Lone'er Kavanagh、1999年6月9日 - ）は、イングランドの男性総合格闘家。ロンドン出身。Great Britain Top Team所属。

## 来歴
ロンドン出身で、1999年6月9日生まれ（イングランド）。所属はGreat Britain Top Team、オーソドックス構え、階級はフライ級。身長約163 cm（5′4″）、リーチ約170 cm（67″）。プロ戦績は9戦全勝（KO/TKO 4、サブミッション 1、判定 4）
024年8月、Dana White’s Contender Series にて An Tuan Ho にKO勝ちを収め、UFCとの契約を獲得し注目を集める。2024年11月にはUFCデビュー戦で Jose Ochoa に判定勝ち。その直後の2025年3月には UFC London にて Felipe Dos Santos に判定勝ちし、無敗を維持した
キックボクシングとムエタイのバックボーンを持ち、幼少期から格闘技に親しんできた。スポーツ科学の学位を有し、プロ転向前はパーソナルトレーナーとしても活動していた

## 人物
キックボクシングとムエタイをベースに持ち、アグレッシブな打撃スタイルを得意とする。幼少期から格闘技を学び、プロ転向前はスポーツ科学の学位を修得し、パーソナルトレーナーとしても活動していた。リング上では冷静さと攻撃的なコンビネーションを両立させるファイトスタイルから、イギリス国内の新星として注目を集めている。

## 戦績

### プロ総合格闘技
| 総合格闘技 戦績 | 総合格闘技 戦績 | 総合格闘技 戦績 | 総合格闘技 戦績 | 総合格闘技 戦績 | 総合格闘技 戦績 | 総合格闘技 戦績 |
| --------------- | --------------- | --------------- | --------------- | --------------- | --------------- | --------------- |
| 9 試合          | (T)KO           | 一本            | 判定            | その他          | 引き分け        | 無効試合        |
| 9 勝            | 4               | 1               | 4               | 0               | 0               | 0               |
| 0 敗            | 0               | 0               | 0               | 0               | 0               | 0               |

| 勝敗 | 対戦相手                       | 試合結果                                         | 大会名                                    | 開催年月日     |
|      | チャールズ・ジョンソン         | 試合前                                           | UFC Fight Night: Walker vs. Mingyang      | 2025年8月23日  |
| ○    | フェリペ・ドス・サントス       | 5分3R終了 判定3-0                                | UFC Fight Night: Edwards vs. Brady        | 2025年3月22日  |
| ○    | ホセ・オチョア                 | 5分3R終了 判定3-0                                | UFC Fight Night: Yan vs. Figueiredo       | 2024年11月23日 |
| ○    | アン・トゥアン・ホー           | 1R 2:35 TKO（パンチ）                            | Dana White's Contender Series 2024 week 1 | 2024年8月13日  |
| ○    | ショーン・マルコス・ダ・シルバ | 5分3R終了 判定3-0                                | Cage Warrious 169                         | 2024年3月30日  |
| ○    | ダヴィデ・スカラノ             | 3R 0:58 TKO（左スピニングバックキック→パウンド） | Cage Warrious 150                         | 2023年3月17日  |
| ○    | アンデル・サンチェス           | 5分3R終了 判定3-0                                | Cage Warrious 141                         | 2022年7月22日  |
| ○    | ライアン・モーガン             | 3R 1:13 KO（パンチ）                             | Cage Warrious 134                         | 2022年3月18日  |
| ○    | ダニー・ミシン                 | 1R 0:56 ギロチンチョーク                         | FightStar Championship 19                 | 2019年12月14日 |
| ○    | グロディ・マツシワ             | 2R 4:05 TKO（パンチ）                            | Rise Of Champions 7                       | 2019年3月2日   |

### アマチュア総合格闘技
| 勝敗 | 対戦相手               | 試合結果                     | 大会名                         | 開催年月日     |
| ○    | ムヒディン・アブバカル | 3分3R終了 判定3-0            | Rise Of Champions 6            | 2018年9月1日   |
| △    | ニック・バグリー       | 3分3R終了 判定1-1            | Rise Of Champions 5            | 2018年2月17日  |
| △    | オマール・サージェント | 3分3R終了 判定1-0            | Rise Of Champions 4            | 2017年9月30日  |
| ○    | マイルズ・リチャーズ   | 3分3R終了 判定3-0            | British Challenge MMA 19       | 2017年5月6日   |
| －   | アンディ・コリアー     | 1R 3:00 ノーコンテスト       | British Challenge MMA 13       | 2015年12月5日  |
| ×    | ジャワニー・スコット   | 2R 0:58 リアネイキドチョーク | Rise Of Champions 1            | 2015年10月17日 |
| ×    | フェスタス・アホルル   | 3分3R終了 判定0-3            | Fury MMA 9: Jones vs. Nadlonly | 2013年9月14日  |